# Saint-Denis Tennis de table 93
Le club Saint-Denis Tennis de table 93 est un club de tennis de table de Saint-Denis (Seine-Saint-Denis).
D'abord section du club omnisports Saint-Denis Union Sports créé en 1945, la section prend son autonomie avec les transferts en 2022 des droits sportifs à la nouvelle entité fondée en 2021.

## Histoire du club
La section tennis de table évolue au niveau national depuis 1960. L’équipe première messieurs est présente en division Pro A ou Pro B du championnat de France par équipes depuis 2004. Le club a atteint l'élite en 2005 pour la première fois de son histoire et a remporté à 6 reprises la coupe d’Europe TT Intercup (3e niveau européen). En 2011-2012, la section hommes décroche son maintien administratif en Pro A à la suite des retraits des « historiques » Levallois et Cestas, présents sans discontinuité depuis plus de 20 ans dans l'élite tandis que pour la première fois dans l'histoire du club, la section féminine en entente avec le club d'Eaubonne, décroche la montée en Pro B pour la saison 2012-2013. La ville d'Eaubonne se retire par la suite. 
Les saisons suivantes, l'équipe masculine alterne les relégations et les ascensions entre les deux championnats professionnels tandis que les filles se maintiennent continuellement en Pro B. À la suite de la fusion des deux championnats pros féminins en 2019, l'équipe évolue en Pro Dames. 
Si la saison 2019-2020 est interrompu à cause de la pandémie de Covid-19, les Dyonisiennes réalisent *une saison 2020-2021 historique en remportant la Coupe ETTU dans un format ramené à une semaine dans une bulle sanitaire. Elles remportent leur finale avec une équipe de 17 ans de moyenne d'âge, dont Prithika Pavade, ce qui est un record toutes compétitions européennes confondues. Elles complètent ce titre en remportant la finale du championnat de France de Pro Dames contre Metz pour la première fois de leur histoire.
D'abord section du club omnisports Saint-Denis Union Sports créé en 1945, la section prend son autonomie avec les transferts en 2022 des droits sportifs à la nouvelle entité fondée en 2021.
En novembre 2022, le club accueille le match France-Slovaquie qualificatif pour le championnat d'Europe féminin 2023

## Palmarès

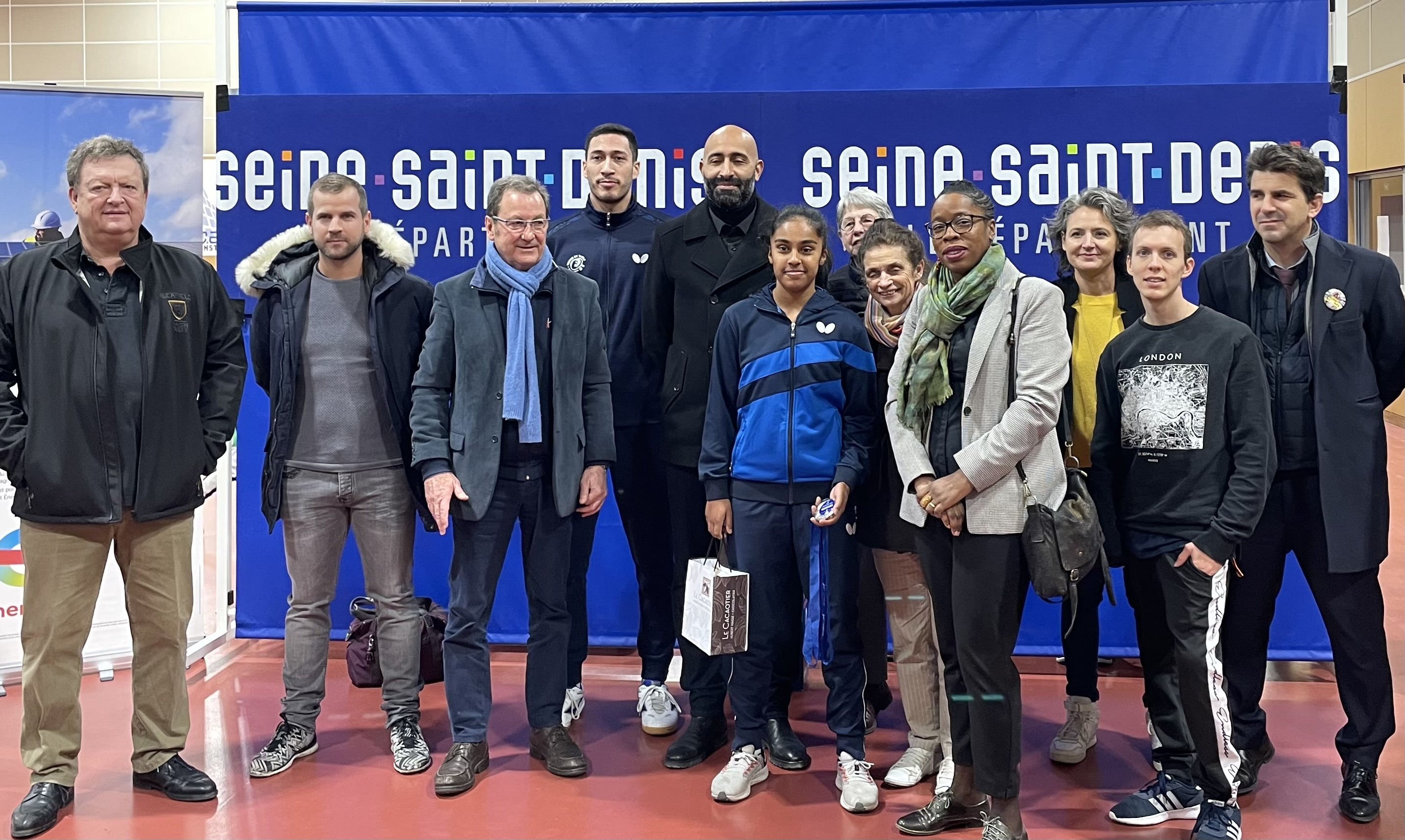
En décembre 2022.

### Équipe masculine

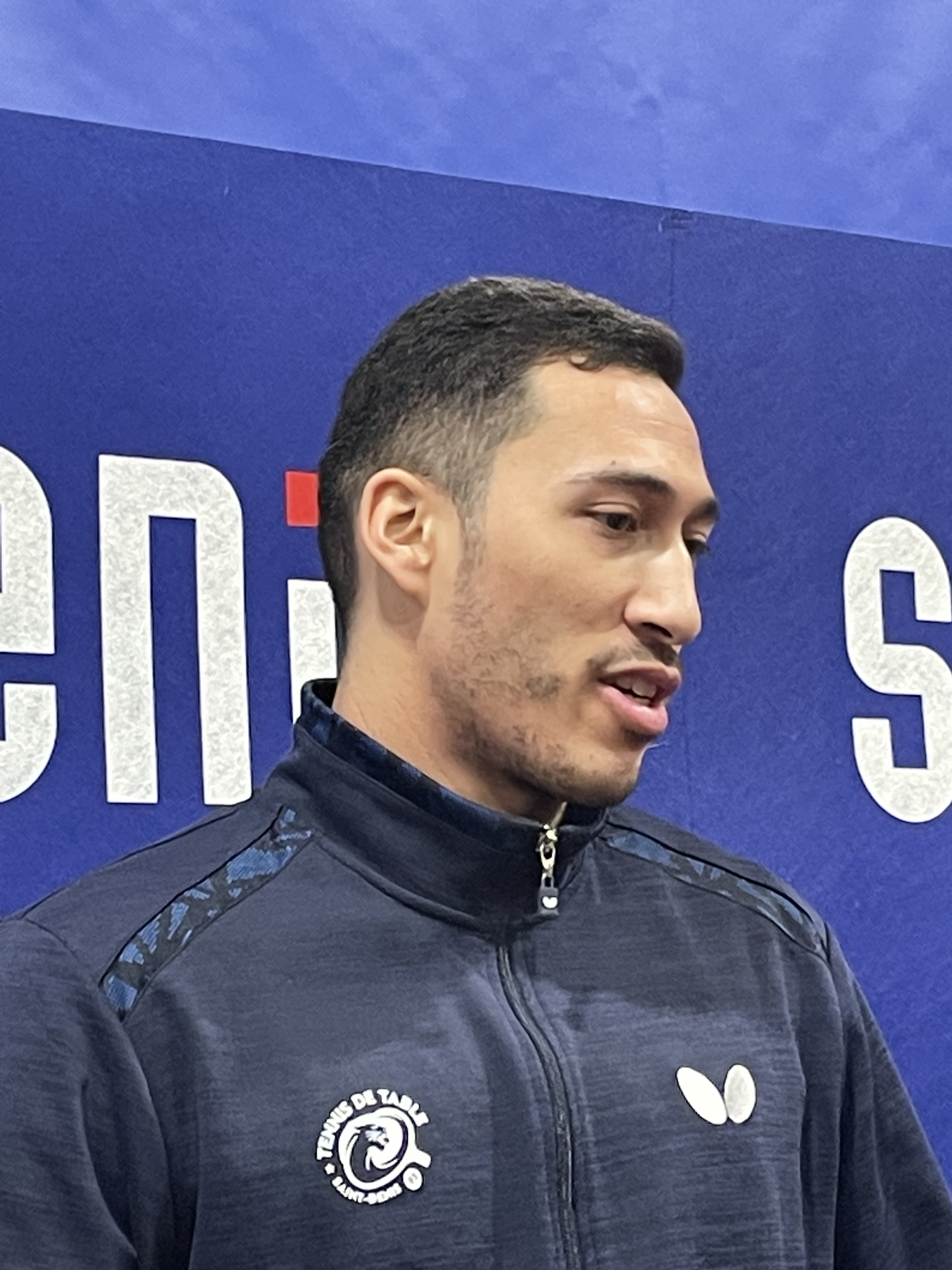
Mehdi Bouloussa en décembre 2022.

- Vainqueur de la TT Intercup en 2001, 2002, 2003, 2005, 2006 et 2008
- Vice-champion de Pro B en 2008 et 2011

### Équipe féminine
- Coupe ETTU (1) :
  - Vainqueur en 2021 et 2025
- Championnat de France de Pro A (1) :
  - Champion en 2021

## Bilan par saison

### Équipe masculine
| Saison    | Championnat | Classement    | Pts | J  | V  | N | D  | Pp | Pc | Diff | Parcours en Coupe d'Europe     |
| --------- | ----------- | ------------- | --- | -- | -- | - | -- | -- | -- | ---- | ------------------------------ |
| 2022-2023 | Pro A       | ..            | ..  | .. | .. | - | .. | .. | .. | ..   | -                              |
| 2021-2022 | Pro A       | ..            | ..  | .. | .. | - | .. | .. | .. | ..   | -                              |
| 2020-2021 | Pro A       | ..            | ..  | .. | .. | - | .. | .. | .. | ..   | -                              |
| 2019-2020 | Pro A       | ..            | ..  | .. | .. | - | .. | .. | .. | ..   | -                              |
| 2018-2019 | Pro A       | ..            | ..  | .. | .. | - | .. | .. | .. | ..   | -                              |
| 2017-2018 | Pro B       | Champion      | 48  | 18 | 14 | - | 4  | 48 | 21 | +27  | -                              |
| 2016-2017 | Pro B       | 2e            | 44  | 18 | 12 | - | 6  | 44 | 24 | +20  | -                              |
| 2015-2016 | Pro B       | 4e            | 37  | 18 | 8  | 3 | 7  | 67 | 22 | +45  | -                              |
| 2014-2015 | Pro B       | 4e            | 37  | 16 | 8  | 5 | 3  | 51 | 32 | +19  | -                              |
| 2013-2014 | Pro B       | 3e            | 47  | 18 | 14 | 1 | 3  | 64 | 26 | +38  | -                              |
| 2012-2013 | Pro B       | 6e            | 33  | 18 | 4  | 7 | 7  | 47 | 54 | -7   | -                              |
| 2011-2012 | Pro A       | 10e           | 22  | 18 | 1  | 2 | 18 | 23 | 68 | -45  | -                              |
| 2010-2011 | Pro B       | Vice-Champion | 39  | 16 | 10 | 3 | 3  | 51 | 31 | +20  | -                              |
| 2009-2010 | Pro A       | 9e            | 29  | 18 | 3  | 5 | 10 | 39 | 60 | -21  | 3e tour de l'ETTU Cup          |
| 2008-2009 | Pro A       | 7e            | 34  | 18 | 4  | 8 | 6  | 50 | 55 | -5   | -                              |
| 2007-2008 | Pro B       | Vice-Champion | 39  | 16 | 11 | 1 | 4  | 50 | 33 | +17  | Vainqueur de la TT Intercup    |
| 2006-2007 | Pro A       | 9e            | 30  | 18 | 4  | 4 | 10 | 36 | 56 | -20  | 8èmes de finales de l'ETTU Cup |
| 2005-2006 | Pro A       | 8e            | 32  | 18 | 5  | 4 | 9  | 45 | 56 | -11  | Vainqueur de la TT Intercup    |
| 2004-2005 | Pro B       | 3e            | 41  | 16 | 11 | 3 | 2  | 56 | 29 | +27  | Vainqueur de la TT Intercup    |
| 2003-2004 | Pro B       | 7e            | 21  | 14 | 2  | 3 | 9  | 24 | 48 | -24  | -                              |

### Équipe féminine
| Saison    | Championnat | Classement     | Pts | J  | V  | N | D  | Pp | Pc | Diff                 |
| --------- | ----------- | -------------- | --- | -- | -- | - | -- | -- | -- | -------------------- |
| 2024-2025 | Pro A       | finaliste      | ..  | .. | .. | - | .. | .. | .. | ..                   |
| 2023-2024 | Pro A       | demi-finaliste | ..  | .. | .. | - | .. | .. | .. | ..                   |
| 2022-2023 | Pro A       | demi-finaliste | ..  | .. | .. | - | .. | .. | .. | ..                   |
| 2021-2022 | Pro A       | ..             | ..  | .. | .. | - | .. | .. | .. | ..                   |
| 2020-2021 | Pro A       | Champion       | ..  | .. | .. | - | .. | .. | .. | Vainqueur coupe ETTU |
| 2019-2020 | Pro A       | ..             | ..  | .. | .. | - | .. | .. | .. | ..                   |
| 2018-2019 | Pro A       | ..             | ..  | .. | .. | - | .. | .. | .. | ..                   |
| 2017-2018 | Pro B       | 3e             | 20  | 10 | 5  | - | 5  | 20 | 18 | +2                   |
| 2016-2017 | Pro B       | 3e             | 30  | 14 | 7  | - | 7  | 30 | 29 | +1                   |
| 2015-2016 | Pro B       | 3e             | 23  | 12 | 3  | 5 | 4  | 33 | 37 | -4                   |
| 2014-2015 | Pro B       | 7e             | 29  | 16 | 5  | 3 | 8  | 38 | 50 | -12                  |
| 2013-2014 | Pro B       | 3e             | 28  | 14 | 5  | 4 | 5  | 35 | 39 | -4                   |
| 2012-2013 | Pro B       | 9e             | 30  | 18 | 2  | 8 | 8  | 43 | 60 | -17                  |